# Karl Brown
Pour les articles homonymes, voir Brown.
Karl Brown, né le 26 décembre 1896 à McKeesport (Pennsylvanie) et mort le 25 mars 1990 à Los Angeles (quartier de Woodland Hills, en Californie), est un directeur de la photographie (membre de l'ASC), réalisateur et scénariste américain.

## Biographie

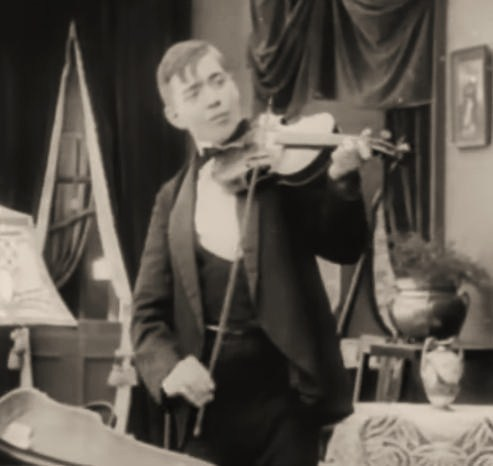
Dans Home, Sweet Home (1914)

De 1914 à 1919, Karl Brown assiste le chef opérateur G. W. Bitzer et le réalisateur D. W. Griffith, principalement comme cadreur, sur une quinzaine de films muets américains, dont Home, Sweet Home (1914, où il apparaît comme violoniste), Intolérance (1916, où il est crédité chef opérateur associé de Bitzer) et Le Lys brisé (1919), tous trois avec Lillian Gish.
Dès 1916 et durant la période du muet exclusivement, il est directeur de la photographie sur une trentaine de films, le dernier étant Mannequin (avec Alice Joyce et Warner Baxter) de James Cruze, autre réalisateur avec lequel il collabore souvent, notamment pour le western La Caravane vers l'Ouest (1923, avec J. Warren Kerrigan et Lois Wilson).
Devenu membre de l'American Society of Cinematographers (ASC) en 1919, il en est le vice-président en 1924 et 1925.
Karl Brown entame ensuite une seconde carrière de réalisateur (douze films à partir de 1927, les quatre derniers en 1938, dont Port of Missing Girls (en), avec Harry Carey et Judith Allen) et de scénariste (trente-six films de 1927 à 1953, dont Port of Missing Girls précité).
Il est également scénariste à la télévision américaine, sur trois séries, les deux premières en 1956 ; la dernière est Les Aventuriers du Far West (trois épisodes, 1959-1960), après quoi il se retire.
En 1973, il publie une autobiographie titrée Adventures with D. W. Griffith.

## Filmographie
(partielle, sauf réalisateur)

### Comme assistant-opérateur
- 1914 : Home, Sweet Home de D. W. Griffith (+ acteur : le violoniste)
- 1916 : The Mystery of the Leaping Fish de Christy Cabanne et John Emerson (court métrage)
- 1920 : Toujours de l'audace (Always Audacious) de James Cruze

### Comme cadreur
- 1914 : The Escape de D. W. Griffith
- 1914 : La Conscience vengeresse (The Avenging Conscience ou Thou Shalt Not Kill) de D. W. Griffith
- 1915 : Naissance d'une nation (The Birth of a Nation) de D. W. Griffith
- 1918 : Cœurs du monde (Hearts of the World) de D. W. Griffith
- 1919 : Le Roman de la vallée heureuse (A Romance of Happy Valley) de D. W. Griffith
- 1919 : Le Lys brisé (Broken Blossoms) de D. W. Griffith
- 1919 : Le Pauvre Amour (True Heart Susie) de D. W. Griffith
- 1919 : Le Calvaire d'une mère (Scarlet Days) de D. W. Griffith

### Comme directeur de la photographie

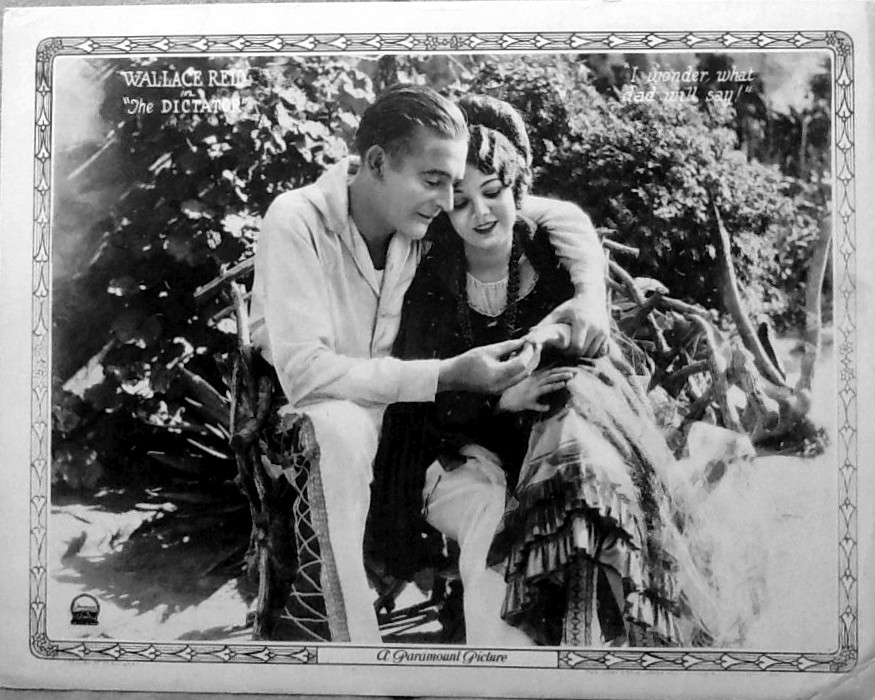
Le Dictateur (1922, avec Wallace Reid et Lila Lee

- 1916 : Intolérance (Intolerance : Love's Struggle Throughout the Ages) de D. W. Griffith (chef opérateur associé + figurant)
- 1917 : Her Official Fathers d'Elmer Clifton et Joseph Henabery
- 1917 : Stagestruck (ou Stage Struck) d'Edward Morrissey
- 1918 : Battling Jane d'Elmer Clifton
- 1920 : Fatty candidat de Joseph Henabery
- 1920 : Le Quatrième Convive (The Fourteenth Man) de Joseph Henabery
- 1920 : The City of Masks de Thomas N. Heffron
- 1921 : Fatty détective amateur (The Dollar-a-Year Man) de James Cruze
- 1922 : The Dictator de James Cruze
- 1922 : Sous la rafale (The Old Homestead) de James Cruze
- 1923 : La Caravane vers l'Ouest (The Covered Wagon) de James Cruze
- 1923 : Hollywood de James Cruze
- 1923 : En votre honneur, mesdames ! (To the Ladies) de James Cruze
- 1924 : Le Capitaine Blake (The Fighting Coward) de James Cruze
- 1924 : Les Gaietés du cinéma (Merton of the Movies) de James Cruze
- 1925 : Jazz (Beggar on Horseback) de James Cruze
- 1926 : Marisa, l'enfant volée (Mannequin) de James Cruze

### Comme réalisateur

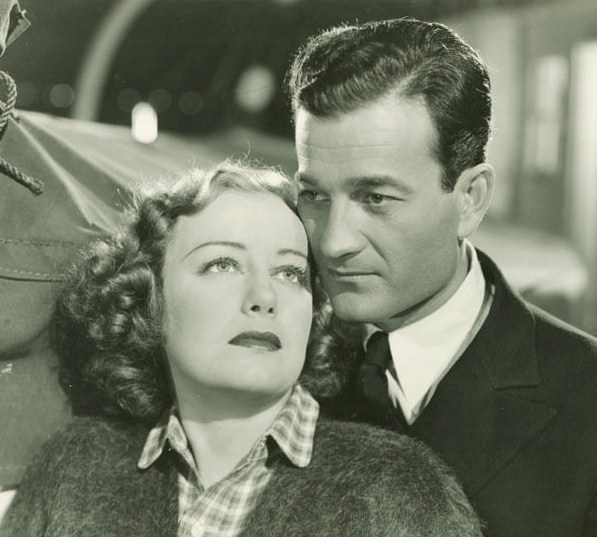
Port of Missing Girls (1938), avec Judith Allen et Milburn Stone

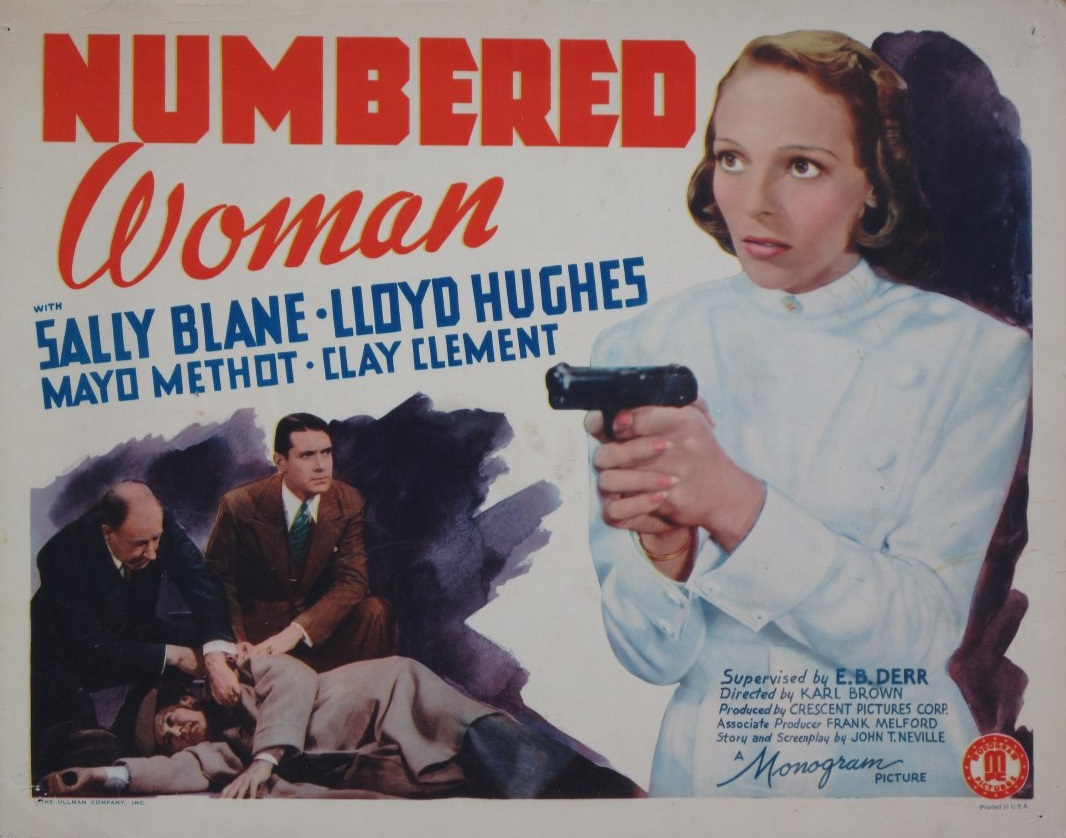
Affiche de Numbered Woman (1938).

- 1927 : Stark Love (+ producteur et scénariste)
- 1927 : Son chien (His Dog)
- 1930 : Prince of Diamonds
- 1932 : Flames (+ scénariste)
- 1936 : Péché de jeunesse (In His Steps) (+ scénariste)
- 1936 : White Legion (+ scénariste)
- 1937 : Michael O'Halloran
- 1937 : Federal Bullets (+ adaptation)
- 1938 : Port of Missing Girls (+ scénariste)
- 1938 : Numbered Woman
- 1938 : Barefoot Boy (en)
- 1938 : Trois du cirque (Under the Big Top)

### Comme scénariste

#### Cinéma
- 1929 : La Dame de cœur (The Mississippi Gambler) de Reginald Barker (histoire)
- 1933 : Fast Workers de Tod Browning
- 1934 : Stolen Sweets de Richard Thorpe
- 1934 : City Park de Richard Thorpe
- 1939 : Celui qui avait tué la mort (The Man They Could Not Hang) de Nick Grinde
- 1939 : My Son Is Guilty de Charles Barton (histoire)
- 1940 : Gangs of Chicago d'Arthur Lubin
- 1940 : L'Homme que j'ai ressuscité (The Man with Nine Lives) de Nick Grinde
- 1941 : Mr. District Attorney de William Morgan
- 1941 : Under Fiesta Stars de Frank McDonald
- 1942 : Hitler – Dead or Alive de Nick Grinde
- 1943 : L'Homme-singe (The Ape Man) de William Beaudine (histoire They Creep in the Dark)
- 1945 : The Chicago Kid de Frank McDonald (histoire)
- 1953 : La Ville sous le joug (The Vanquished) d'Edward Ludwig (histoire)

#### Télévision
- 1959-1960 : Série Les Aventuriers du Far West (Death Valley Days)
  - Saison  7, épisode 28 Perilous Refuge (1959) (histoire)
  - Saison 8, épisode 18 The Wedding Dress (1960)
  - Saison 9, épisode 12 A Girl Named Virginia (1960) de Jesse Hibbs